# Little Window
Little Window es el álbum debut de la cantautora estadounidense Baby Dee. El álbum fue lanzado en 2002 por Durtro. Fue producido, compuesto y hecho enteramente por Dee.
Little Window actualmente esta agotado como álbum solitario. Ha sido compilado en su totalidad con Love's Small Song y Made for Love como un set de 2 CD llamado The Robin's Tiny Throat, lanzado por Durtro en 2007.

## Lista de canciones
Todas las canciones fueron compuestas por Baby Dee.
1. "Hymn to Anne" – 4:21
2. "Little Window" – 5:18
3. "The Robin's Tiny Throat" – 5:19
4. "Calvary" – 4:33
5. "A Weakness for Roses" – 8:40
6. "The Price of a Sparrow" – 2:38
7. "What About My Father" – 8:02
8. "Waiting" – 9:54